# Schulgasse 3 (Bad Kissingen)

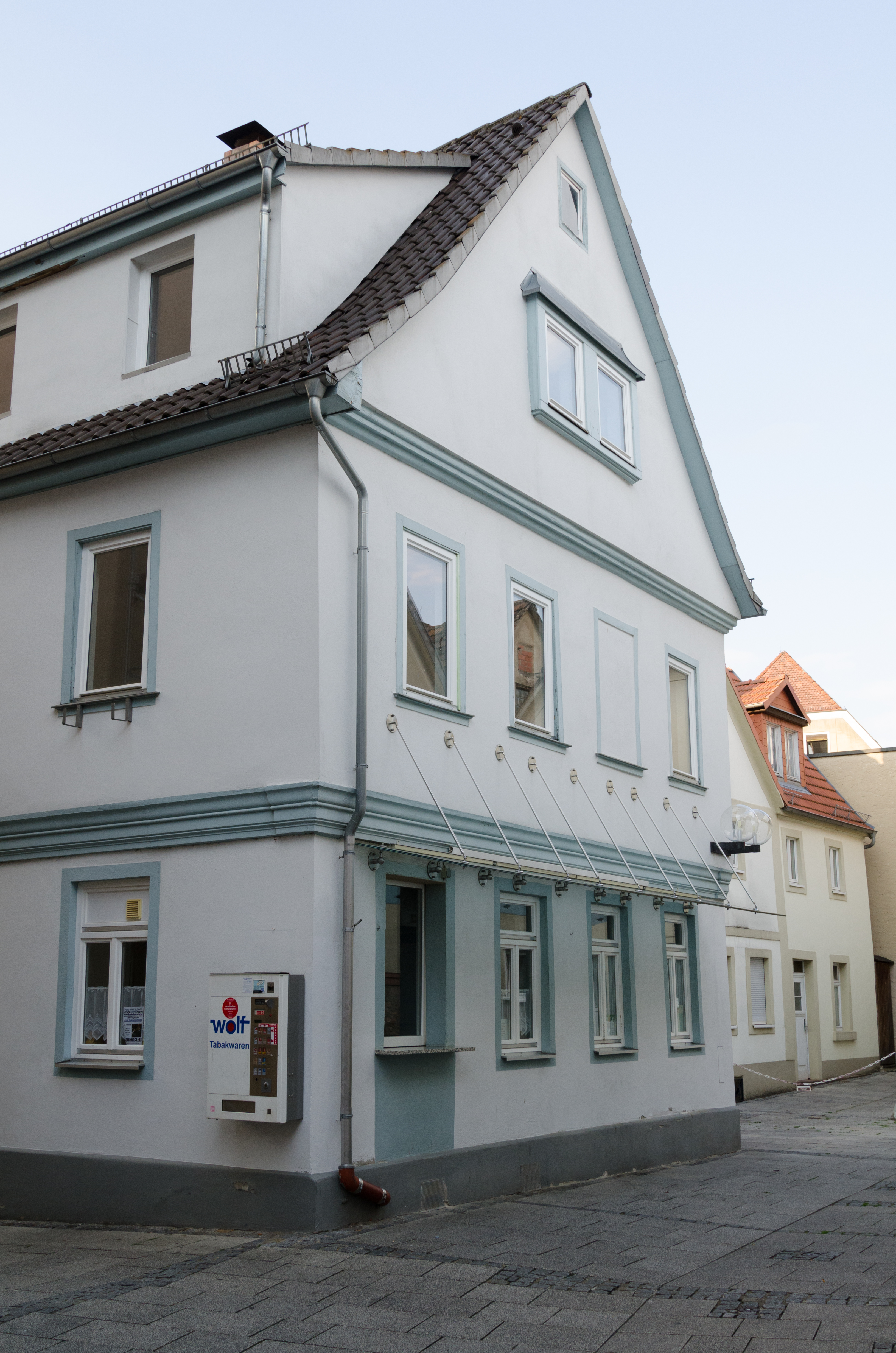
Schulgasse 3 in Bad Kissingen

Das Gebäude Schulgasse 3 in Bad Kissingen, der Großen Kreisstadt des unterfränkischen Landkreises Bad Kissingen, gehört zu den Bad Kissinger Baudenkmälern und ist unter der Nummer D-6-72-114-94 in der Bayerischen Denkmalliste registriert.

## Geschichte
Ein Schulbetrieb in Bad Kissingen lässt sich bereits seit dem Jahr 1325 nachweisen. Das ehemalige Schulgebäude in der Schulgasse 3 ist erstmals für das Jahr 1647 belegt, doch lässt das verwendete Bauholz zumindest für Teile des Gebäudes ein wesentlich höheres Alter vermuten. Bei dem Gebäude handelt es sich um einen Giebelbau mit verputztem Fachobergeschoss. Unter dem Verputz befindet sich möglicherweise Zierfachwerk.
Der Schulbetrieb in diesem Gebäude fand bis zum Jahr 1852 statt; in diesem Jahr wurde die Schule in einem neuen Gebäude in der Von-Hessing-Straße neben dem Feuertürmle untergebracht. Heute befindet sich in dem Anwesen Schulgasse 3 ein Imbiss.